# جيليان رايلي
جيليان رايلي (بالإنجليزية: Gillian Riley)‏ هي مؤرخة ومترجمة بريطانية، ولدت في 1945.